# Drymoea unimaculata
Drymoea unimaculata là một loài bướm đêm trong họ Geometridae.